# كرايغ جونز
كرايغ جونز (بالإنجليزية: Craig Jones)‏ (20 مارس 1987 تشستر المملكة المتحدة - ) هو لاعب كرة قدم بريطاني.

## روابط خارجية
- كرايغ جونز على موقع الاتحاد الأوربي (الإنجليزية)
- كرايغ جونز على موقع قاعدة بيانات كرة القدم.إي يو (الإنجليزية)
- كرايغ جونز على موقع Soccerbase.com (لاعب) (الإنجليزية)
- كرايغ جونز على موقع Soccerway.com (الإنجليزية)